# Xanthoparmelia luderitziana
Xanthoparmelia luderitziana är en lavart som beskrevs av Hale. Xanthoparmelia luderitziana ingår i släktet Xanthoparmelia och familjen Parmeliaceae.   Inga underarter finns listade i Catalogue of Life.